# Matzenbach
 Matzenbach là một đô thị ở huyện Kusel, bang Rheinland-Pfalz, phía tây nước Đức. Đô thị Matzenbach có diện tích 7,04 km².